# Рыжаков, Валерий Николаевич
Вале́рий Никола́евич Рыжако́в (23 декабря 1945, Москва — 31 декабря 2015, там же) — советский и российский актёр театра и кино. Заслуженный артист РСФСР (1984).

## Биография
Родился 23 декабря 1945 года в Москве. В 1967 году окончил ВГИК (мастерская В. В. Белокурова). В 1968 — 1970 годах служил актёром труппы ЦАТСА. С 1970 по 1992 год актёр ЦКДЮФ имени М. Горького. Стал широко известен по роли Юрия Хмеля из многосерийного фильма «Юркины рассветы» (1974).
В начале 1990-х годов оставил актёрскую профессию и стал предпринимателем, успешно занимался издательским делом. Но вскоре ушёл в религию. Служил при храме Троицы Живоначальной в Троице-Голенищеве в Москве.
Был трижды женат. С третьей женой — Валентиной Васильевной, гримёром киностудии «Мосфильм», актёр прожил в браке 28 лет.
Скончался 31 декабря 2015 года на 71-м году жизни. Похоронен в Москве на Востряковском кладбище.

## Признание и награды
- Государственная премия СССР (1980) — за роль Владимира Ерошина в фильме «Вкус хлеба» (1979).
- Заслуженный артист РСФСР (1984).

## Роли в кино
1. 1960 — Повесть пламенных лет — школьник
2. 1961 — Друг мой, Колька! — школьник
3. 1961 — Мишка, Серёга и я — Гарик Верезин
4. 1963 — Полустанок — шофёр Васька
5. 1963 — Большие и маленькие — читатель
6. 1964 — Где ты теперь, Максим? — Генка Потапов
7. 1965 — Нет неизвестных солдат — Кандыба
8. 1965 — Путешественник с багажом — Федя
9. 1967 — Комиссар — курсант
10. 1967 — Однажды ночью  — сержант Павлов
11. 1967 — Осенний этюд — Валерий
12. 1967 — Я вас любил… — Жора
13. 1968 — Новенькая — Шурик
14. 1969 — Тренер — Иннокентий Сосновский
15. 1970 — Возвращение «Святого Луки» — Сергей Рязанцев
16. 1971 — Красная метель — Леонаш Балтэ
17. 1971 — Офицеры — капитан-танкист Юрий Сергеев
18. 1971 — Телеграмма — друг Глеба
19. 1971 — Шутите? — Анатолий
20. 1972 — Включите северное сияние — Евгений Чимбарцев
21. 1972 — Доверие — Алексей
22. 1972 — Познай себя — Вадим
23. 1973 — Вариант второй
24. 1973 — Юнга Северного флота — Новиков
25. 1974 — День начинается в полночь
26. 1974 — Юркины рассветы — Юрий Хмель
27. 1977 — Садись рядом, Мишка! — Алексей Павлович
28. 1978 — На новом месте — Володька Тихонов
29. 1979 — Вкус хлеба — Владимир Ерошин
30. 1980 — Ларец Марии Медичи — Владимир Константинович Люсин
31. 1980 — Путь к медалям — Каменецкий
32. 1981 — 34-й скорый — пассажир-заяц
33. 1981 — Синдикат-2 — С. В. Пузицкий
34. 1982 — Бой на перекрёстке — Калугин
35. 1982 — Год активного солнца — мужчина на вокзале
36. 1982 — Захват — Сергей Васильевич Новиков
37. 1982 — Приказ: перейти границу — Иван Федотыч
38. 1983 — Впереди океан — Константин Ильич Басаргин
39. 1984 — Вот придёт август — дядя Женя
40. 1984 — Парашютисты — Матвей Гостилов
41. 1986 — Досье человека в «Мерседесе» — Владимир Иванович Корин
42. 1989 — Бархан — Гоша (Георгий Николаевич) Петрунин, архитектор
43. 1989 — Перед рассветом — Николай Петрович
44. 1991 — Московская любовь — эпизод

## Работы в озвучивании

### Советские фильмы
- Семеро сыновей моих (1970) — Джалал (роль Энвера Гасанова)
- Рыцарь королевы (1970) — Маргерис Гоба (роль Юриса Грустыньша)
- Геркус Мантас (1972) — Ауктума (роль Пранаса Пяулокаса)
- Счастья вам, девочки! (1972) — Рустам (роль Анара Шахлы)
- Саженцы (1972) — Давити (роль Кахи Кавсадзе)
- Когда зацвёл миндаль (1972) — Зура (роль Зураба Кипшидзе)
- Памятник (1972) — Сафарян (роль С. Айвазяна)
- Улица (1972) — Аваз (роль Чоробека Думанаева)
- В добрый путь (1973) — Автандил Джакели (роль Гии Иашвили)
- Опасной морской дорогой (1973) — Муртуз (роль Рауфа Ганиева)
- В Баку дуют ветры (1974) — Азад Курбанов (роль Шахмара Алекперова)
- Цвет золота (1974) — Николай (роль Александра Спиридонова)
- Лето мотоциклистов (1975) — Марис (роль Петериса Гаудиньша)
- Поди-ка разберись (1976) — Галактион (роль Георгия Гегечкори)
- Мама, я жив! (1977) — текст за кадром
- Подарки по телефону (1977) — Яковлев (роль Виктора Плюта)
- Профессия — киноактёр (1979) — текст за кадром
- Дерево Джамал (1980) — Эмин (роль Ходжакули Нарлиева)
- Долгая дорога в дюнах (1980) — Рихард Лозберг (роль Ромуалдаса Раманаускаса)
- Испанский вариант (1980) — Ян Пальма (роль Яниса Плесумса)
- Игра (1981)
- Арабелла — дочь пирата (1981)
- Полёт через Атлантический океан (1983) — текст за кадром
- Кто ты, всадник? (1987) — Ералы (роль Кумана Тастанбекова)